# All That Jazz (Lee Morgan)
All That Jazz è un album dal vivo di Lee Morgan, pubblicato dalla DJM Records nel 1975. Il disco fu registrato nel luglio del 1970 al The Lighthouse, Hermosa Beach, California (Stati Uniti).

## Tracce
Lato A
1. Willow Weep for Me – 20:15 (Ann Ronell)

Lato B
1. Peyote – 13:35 (Lee Morgan)
2. Speedball – 5:30 (Lee Morgan)

Lato C
1. Ujamma – 16:06 (Bennie Maupin)

Lato D
1. Ceora – 16:28 (Lee Morgan)

## Musicisti
- Lee Morgan - tromba, flicorno
- Bennie Maupin - sassofono tenore, flauto, clarinetto basso
- Harold Mabern - pianoforte
- Jymie Merritt - basso
- Mickey Roker - batteria